# Shaun Tait
Shaun William Tait est un joueur de cricket international australien né le 22 février 1983 à Bedford Park. Ce lanceur rapide droitier dispute en équipe d'Australie trois test-matchs entre 2005 et 2008 et 35 ODI entre 2007 et 2011, remportant avec la sélection la Coupe du monde 2007.

## Bilan sportif

### Principales équipes
- Australie-Méridionale
- Durham

## Honneurs
- Meilleur jeune joueur australien de l'année 2004.
- Révélation de l'année aux ICC Awards en 2007.